# 6 Days to Nowhere
6 Days to Nowhere ist das sechste Album der italienischen Power-Metal-Band Labyrinth. Das Album wurde in den Abbey Road Studios aufgenommen und am 26. Februar 2007 von Scarlet Records veröffentlicht.

## Titelliste
1. Crossroads – 4:03
2. There Is a Way – 3:36
3. Lost – 4:24
4. Mother Earth – 6:08
5. Waiting Tomorrow – 3:35
6. Come Together – 4:00 (The Beatles Cover)
7. Just One Day – 3:54
8. What??? – 4:15
9. Coldness – 3:49
10. Rusty Nail – 3:19
11. Out of Control – 3:46
12. Wolves’n’Lambs – 4:52
13. Smoke and Dreams – 4:37
14. Piece of Time – 2:50 (2007 Re-recorded Version)

## Stil
Nach den Vorgängeralben Labyrinth und Freeman ist auf 6 Days to Nowhere die stilistische Konsequenz hörbar. Mit vielen Breaks, Blastbeats und stellenweise Growls entfernte man sich vom ehemaligen Power Metal und bot einen experimentellen Metal, der sich in Songs wie beispielsweise Lost, Just One Day, What??? oder Rusty Nail sogar in Richtung Alternative Metal und Artrock näherte, die musikalischen Wurzeln der Band in Mother Earth, There Is a Way oder Waiting Tomorrow allerdings rudimentär weiterhin nicht verleugnen wollte. Die neu aufgelegte Version von Piece of Time, welches zum ersten Mal von Roberto Tiranti im Studio eingesungen wurde, folgt jedoch dem Stil der alten Alben.

## Rezension
Das Album wurde allgemein positiv aufgenommen. Daniel Køtz vom Hardline-Magazine beurteilte das Album als „absolutes Highlight“ und „extrem starkes Werk, das logischerweise nicht an Freeman oder gar Return to Heaven Denied heranreicht, aber ohne Zweifel großartig ist“ und vergab 9,5 von 10 möglichen Punkten. Gelobt wurde auch Sänger Roberto Tiranti, welcher „irgendwo zwischen Gary Hughes und Daniel Gildenlöw“ anzusiedeln sei.
Der Redakteur Ulle von Vampster.com lobte ebenfalls das Album und die Band allgemein, die „vom Niveau weit über dem Topf angesiedelt, in den sie vor allem von der deutschen Presse gerne hineingeworfen werden“ sei. Das Cover von Come Together wurde jedoch als „eher lahm“ bewertet.